# سيلفيا فاين
سيلفيا فاين (بالإنجليزية: Sylvia Fein)‏ هي رسامة أمريكية، ولدت في 1919.